# Parangitia centrochalca
Parangitia centrochalca là một loài bướm đêm trong họ Noctuidae.